# Schwarzschildova metrika
Schwarzschildova metrika je nejobecnějším statickým, sféricky symetrickým, vakuovým řešením Einsteinových rovnic gravitace bez elektrického náboje. Řešení je pojmenováno podle německého fyzika Karla Schwarzschilda, který je poprvé publikoval v roce 1916.
Schwarzschildova metrika tedy popisuje prostoročas generovaný statickým (nerotujícím) kulovým tělesem. Geometrie prostoročasu je pak označována jako Schwarzschildova.
Tuto metriku lze také použít pro vcelku obstojný popis pomalu rotujících objektů jako jsou hvězdy nebo planety. Svůj smysl však získává až při popisu kompaktních objektů typu neutronových hvězd anebo černých děr (v této souvislosti se také hovoří o Schwarzschildově černé díře). I přesto, že je většina těchto relativistických objektů dnes považována za (často velmi rychle) rotující objekty, hodí se tato metrika pro maximální zjednodušení popisu fyzikálních procesů.
Černá díra, která by měla generovat schwarzschildův prostoročas je hmotnou koulí, která se neprojevuje žádnou rotací ani nábojem.

## Metrika
Schwarzschildova metrika zapsaná v Boyerových–Lindquistových souřadnicích má tvar
{\displaystyle \mathrm {d} s^{2}=-c^{2}\left(1-{\frac {2GM}{c^{2}r}}\right)\mathrm {d} t^{2}+\left(1-{\frac {2GM}{c^{2}r}}\right)^{-1}\mathrm {d} r^{2}+r^{2}\mathrm {d} \theta ^{2}+r^{2}\sin ^{2}\theta \ \mathrm {d} \phi ^{2}}
kde {\displaystyle G} je gravitační konstanta, {\displaystyle M} je interpretováno jako hmotnost centrálního objektu a {\displaystyle r_{s}} je tzv. Schwarzschildův (nebo gravitační) poloměr, který lze vyjádřit jako
{\displaystyle r_{s}={\frac {2GM}{c^{2}}}}

## Vlastnosti
Schwarzschildova černá díra se vyznačuje existencí horizontu událostí, který bývá v případě Schwarzschildovy metriky označován také jako Schwarzschildova sféra. Schwarzschildova sféra leží na gravitačním poloměru {\displaystyle r_{s}}.
Kromě Schwarzschildovy sféry existuje kolem Schwarzschildovy černé díry tzv. fotonová sféra. Jedná se o takovou sféru, na níž vykonávají fotony rovnoměrný kruhový pohyb kolem černé díry.
Položíme-li ve Schwarzschildově metrice {\displaystyle \mathrm {d} s^{2}=0}, {\displaystyle \mathrm {d} r=0} a {\displaystyle \theta ={\frac {\pi }{2}}}, pak vydělením {\displaystyle \mathrm {d} t} dostaneme
{\displaystyle {\left({\frac {\mathrm {d} \varphi }{\mathrm {d} t}}\right)}^{2}={\frac {c^{2}}{r^{2}}}\left(1-{\frac {2GM}{c^{2}r}}\right)}
Derivací tohoto vztahu a aplikací podmínky {\displaystyle {\frac {\mathrm {d} ^{2}\varphi }{\mathrm {d} t^{2}}}=0} vyjadřující rovnoměrnost kruhového pohybu dostaneme pro poloměr fotonové sféry
{\displaystyle r_{f}={\frac {3GM}{c^{2}}}}
Fotonová sféra tedy leží ve vzdálenosti {\displaystyle r=r_{f}}. Fotonová sféra je význačná tím, že pod touto sférou již nemohou existovat žádné kruhové orbity.
Schwarzschildova metrika je singulární pro {\displaystyle r=0} a také na Schwarzschildově sféře {\displaystyle r=r_{s}}. Singularita na Schwarzschildově sféře je však důsledkem nevhodné volby souřadnic a může být odstraněna přechodem k jinému souřadnicovému systému. Taková singularita je označována jako souřadnicová. Singularitu v bodě {\displaystyle r=0} nelze odstranit jinou volbou souřadnic a jedná se tedy o fyzikální singularitu geometrie prostoročasu.